# Torre de Corsavell
La Torre de Corsavell és una casa forta al nord-oest de la vila d'Albanyà, entre el puig de la Plana i la solana de can Nou declarat bé cultural d'interès nacional. La torre de Corçavell continua essent una mostra excepcional de sala romànica dels segles XII o XIII, important per l'escassetat d'edificis conservats d'aquesta tipologia.

## Descripció
Es tracta d'un edifici de planta rectangular d'uns 5,75 metres d'amplada per 11,65 metres de llargada. Sembla que tenia dos nivells. El pis inferior constava d'una espaiosa sala amb dues arcades d'arc de mig punt que de sud a nord la dividien en tres parts, alhora que sostenien un sostre de bigues, del qual no en queden restes. La porta està acabada per la part interior amb un arc rebaixat i per la part exterior amb un arc de mig punt les dovelles del qual resten mig amagades rere una construcció més moderna. Aquesta porta està oberta a la façana sud i està flanquejada per dues espitlleres, alhora que dues més, eren a les parets est i oest. El pis superior estava coronat per unes golfes cobertes per una teulada de doble vessant. Aquest pis superior ha estat molt més modificat en època moderna. El mur oest, així com el sector oest dels murs nord i sud, foren formalment refets. Els dos envans que divideixen transversalment aquest nivell d'habitació, l'occidental, presenten restes dels extrems de l'arc apuntat i l'oriental, una porta acabada amb un arc de mig punt. La porta d'accés a aquest pis, coronada també per un arc de mig punt, fou oberta a la paret nord, que juntament amb la resta de murs d'aquest mateix nivell, presenta deu espitlleres.

## Síntesi històrica
La torre de Corsavell, al costat de l'església de Sant Martí, devia ésser la residència dels senyors del lloc, membres de la petita noblesa. El lloc de Corsavell (Curçabel), apareix esmentat en un diploma carolingi l'any 878. Les notícies de la casa o dels seus senyors són escasses i tardanes. El 1347, un tal Bernat de Corsavell, sembla que era el senyor del lloc. En un inventari dels focs de la vegueria de Besalú (1370) se cita a Guillem de Curçavell, donzell, que posseïa vuit focs a la parròquia de Corsavell, tres a Lliurona i dos a Cirera, és a dir, d'aquest senyor local depenien 13 famílies. Actualment els seus interiors estan en ruïna, i els murs exteriors gairebé coberts per una vegetació abundant.